# Santònic
El santònic (Artemisia cina), és una espècie de planta amb flors del gènere Artemisia dins la família de les asteràcies nativa de l'Iran i el Kazakhstan.
Aquesta planta es caracteritza per tenir els grans de pol·len esfèrics (cosa típica de la família de les asteràcies) una capa fibrosa a les anteres dels estams i grups de cristalls d'oxalat de calci.

## Usos
Els seus capítols florals secs són la font d'una medicina antihelmíntica (contra cucs) anomenada santonina des de temps antics. La seva pols és de color verd grisenc amb olor aromàtic i gust amargant.

## Bioquímica
A més de santonina la planta té betaïna, colina, taní, pigments, i un oli essencial. Aquest oli essencial està compost per 1,8-cineol, i altres componentsl.

## Taxonomia
Aquesta espècie té un únic sinònims:
- Seriphidium cinum (O.Berg) Poljakov